# Chrysops pseudofuscipennis
Chrysops pseudofuscipennis är en tvåvingeart som beskrevs av Travassos Dias 1974. Chrysops pseudofuscipennis ingår i släktet Chrysops och familjen bromsar.
Artens utbredningsområde är Angola. Inga underarter finns listade i Catalogue of Life.